# Amelia Ioli Gigante
Amelia Ioli Gigante (Rometta, 24 dicembre 1932 – Messina, 8 marzo 2013) è stata una politica e docente italiana di geografia all’Università di Palermo e di Messina.

## Biografia
Dopo gli studi classici si laurea in Lettere Classiche presso l’Università di Messina con 110/110 e lode, discutendo una tesi di Geografia con relatore Lucio Gambi, che le vale una borsa di studio del C.N.R; sarà successivamente sua assistente volontaria. Vince poi un concorso a cattedra per l’insegnamento di materie letterarie nella scuola media e poi di Italiano e latino nei licei e in seguito è professore associato di Geografia presso la Facoltà di Magistero di Palermo e successivamente alla Facoltà di Lettere dell'Università di Messina.
Sposata con Antonino Gigante,  hanno avuto due figli.

## Attività professionale
Si dedica all’insegnamento impegnadosi, al tempo stesso, nell’attività di ricerca. Comandata dal 1987 presso l’Istituto di geografia della Facoltà di Lettere dell’Ateneo messinese, si dedica totalmente alla ricerca; nel 1988 vince il concorso a professore associato di Geografia ed è chiamata dalla Facoltà di Magistero di Palermo, dove insegna geografia e geografia umana e regionale. Dal 1989 al 1991 ricopre anche la carica di direttrice dell’Istituto di Scienze Geografiche; passa poi all’Ateneo di Messina, dove insegna geografia storica presso la Facoltà di lettere.

## Impegno sociale
Notevole è il suo impegno nella promozione dei diritti delle donne come esponente del CIF(Centro Italiano Femminile) messinese e come delegata provinciale e componente dell’esecutivo nazionale del Movimento femminile della Democrazia cristiana, ed anche nella FIDAPA, di cui è presidente della sezione di Messina tra il 1986 e il 1989. In questa veste promuove numerosi incontri e iniziative, in particolare sul valore del volontariato associativo e sul lavoro della donna, tema quest’ultimo ampiamente discusso nel Seminario nazionale “Il lavoro oggi e domani. Caratteri attuali e sviluppi futuri del lavoro femminile in Italia” tenutosi a Messina nel marzo del 1988. Ricopre anche la carica di Presidente del consiglio di amministrazione del Conservatorio musicale Arcangelo Corelli di Messina, nel quale da adolescente aveva studiato pianoforte. In occasione del quarantesimo anniversario dell’autonomia del Conservatorio, la sua figura viene ricordata nel volume celebrativo della ricorrenza.

## Impegno politico
Particolarmente saldo anche il suo impegno politico, che la porta a ricoprire cariche impegnative come quella di Consigliere comunale tra il 1988 e il 1990, e poi, tra il 1993 e il 1994, in un momento storico difficile per la politica italiana travolta da tangentopoli, accetta con spirito di servizio l'incarico di Presidente della Provincia Regionale di Messina ricevendo attestazioni di stima dalle diverse parti politiche.

## Produzione scientifica
Le sue molte pubblicazioni spaziano da temi di Geografia storica e Cartografia storica, a Geografia urbana e Geografia amministrativa, con particolare riguardo alla Sicilia e alla Calabria. Dedica molta parte delle sue ricerche a Messina. Tra i lavori più significativi,  il volume Messina che riedita dopo 30 anni arricchendolo di un vasto apparato iconografico, uno studio esaustivo sulla città dello Stretto, che rappresenta una pietra miliare sulla storia dell’evoluzione dell’assetto urbano di Messina.
Significative altre indagini dedicate alla città dello Stretto, incentrate sulle risorse idriche del passato, sull’attività delle Officine cartografiche che operarono a Messina tra XVI e XVII secolo, e ancora sul processo di edificazione della Cittadella, il forte pentagonale eretto sul braccio di San Raineri, la penisola in forma di falce che delimita il porto dopo la rivolta antispagnola del 1674-78, e del lazzaretto, creato nella rada del porto dopo l’epidemia di peste del 1575.  Altre ricerche riguardano la Sicilia, ed in particolare la produzione del gelso tra il XII ed il XIX secolo, ed ancora la formazione di nuovi comuni nel secondo dopoguerra.
Altri studi sono rivolti alla Calabria, e in particolare all’assetto urbano della Calabria in età romana e medievale attraverso la lettura di una tavola dell’Atlante di Zuccagni Orlandini; alla dinamica insediativa nella regione del Poro attraverso l’opera De antiquitate et situ Calabriae di Gabriele Barrio, corografo calabrese del XVI secolo. Cura anche la pubblicazione di alcuni volumi, come “Uno sguardo dall’Isola” con saggi sulla Sicilia, sull’Europa e sull’Africa; e poi “Dalla Sicilia e dalla Calabria. Scritti per Lucio Gambi” con saggi sulle due regioni e sull’intero ambito mediterraneo. Collabora anche alla edizione dei volumi “Effigies Siciliae” e “Le Isole del vento”, con saggi e raccolte iconografiche sulla Sicilia e sulle Eolie.

## Affiliazioni
Fa parte della Società geografica italiana, della Società di studi geografici di Firenze, della Associazione dei geografi italiani, e dell'Associazione italiana insegnanti di geografia di cui diventa vice presidente della Sezione regionale Sicilia.

## Opere
Tra gli scritti più significativi si ricordano:
- Messina, in Storia d'Italia, vol. VI, Torino, Einaudi, 1976,  pp. 408-414. * La costruzione della Cittadella di Messina attraverso alcune carte dell’Archivio Generale di Simancas (Valladolid), in Archivio Storico Messinese, vol. serie III XXIX, 1978,  pp. 45-58. * Le officine di carte nautiche a Messina nei secoli XVI e XVII, in Archivio Storico Messinese, III, vol. XXX, 1979,  pp. 101-114. * Messina, in Le città nella storia d'Italia, Bari, Laterza, 1980. * Note sulla coltura del gelso in Sicilia nel passato (secoli XII-XIX), in Symposium on Historical Changes in Spatial Organisation and its Experience in the Mediterranean World (Roma, 6-11 settembre 1982), Genova, 1982,  pp. 199-208. * Il Lazzaretto di Messina nella produzione cartografica tra i sec.XVII e XIX, in Lazzaretti dell’Italia meridionale e della Sicilia, Messina, Società di Storia Patria, 1989,  pp. 59-64. * I comuni di nuova formazione in Sicilia nel secondo dopoguerra. Dinamiche territoriali e notazioni socio-economiche, in Quaderni di Geografia, vol. II, 1989,  pp. 47-93. * Amelia Ioli Gigante (a cura di), Uno sguardo dall’isola, Venezia, Marsilio, 1991. * Amelia Ioli Gigante (a cura di), Scritti per Lucio Gambi: dalla Sicilia e dalla Calabria, Tip.Trischitta, 1998. * La cultura classica: cifra costante nella cartografia della Sicilia nella collezione Broggi, in Siracusa e la sua immagine. Le stampe della collezione Broggi, Siracusa, Regione Siciliana, 2000,  pp. 39-50. * La risorsa idrica a Messina tra passato e presente, in Il paesaggio tra natura e cultura. Esempi di antropizzazione e organizzazione del territorio in Sicilia e nel Mezzogiorno, Messina, Università degli studi,  pp. 95-103. * L’assetto urbano della Calabria di età romana e medievale in una carta dell’Atlante Zuccagni Orlandini, in Atti del XXVII Congresso Geografico Italiano. (Trieste 1996), Bologna, Patron,  pp. 97-104. * L’insediamento nella regione del Poro (Calabria) nell’opera “De antiquitate et situ Calabriae” di Gabriele Barrio, in L’Italia che cambia, “Atti del XXV Congresso Geografico Italiano, (Taormina 1989). Università di Catania, vol. II, 1989,  pp. 17-26,  riedito in Lago L., “Imago Italiae.La fabrica dell’Italia nella storia della cartografia tra Medioevo ed Età moderna”. Trieste, Goliardica, 2003, pp. 468-472. * Messina. Storia della città tra processi urbani e rappresentazioni iconografiche, Messina, Libreria Ciofalo editrice, 2010.

## Riconoscimenti
- Il suo profilo scientifico è stato ricordato in Echi dalla Sicilia : scritti per Amelia Ioli Gigante, a cura di Corradina Polto, Bologna, Patron. 2015
- La sua personalità e il suo impegno politico sono stati ricordati da docenti dell’Università di Messina nel corso della manifestazione “Otto donne-8 marzo”, tenutasi il 10/03/2023 nel Salone degli Specchi della Provincia Regionale di Messina[8].